# Valfojaure
Valfojaure är en sjö i Kiruna kommun i Lappland och ingår i Torneälvens huvudavrinningsområde. Sjön har en area på 0,284 kvadratkilometer och ligger 836,1 meter över havet. Sjön avvattnas av vattendraget Valfojåkka.

## Delavrinningsområde
Valfojaure ingår i det delavrinningsområde (757737-159875) som SMHI kallar för Mynnar i Torneälven. Medelhöjden är 1 029 meter över havet och ytan är 54,65 kvadratkilometer. Det finns inga avrinningsområden uppströms utan avrinningsområdet är högsta punkten. Valfojåkka som avvattnar avrinningsområdet har biflödesordning 2, vilket innebär att vattnet flödar genom totalt 2 vattendrag innan det når havet efter 507 kilometer. Avrinningsområdet består mestadels av kalfjäll (81 procent). Avrinningsområdet har 2,19 kvadratkilometer vattenytor vilket ger det en sjöprocent på 4 procent. Delavrinningsområdet täcks till 11,51 procent av glaciärer, med en yta av 6,2963 kvadratkilometer.